# Comté de Hopkins (Texas)
Pour les articles homonymes, voir Hopkins et Comté de Hopkins.
Le comté de Hopkins, en anglais : Hopkins County, est un comté situé dans le nord-est de l'État du Texas aux États-Unis. Il est nommé en l'honneur de David Hopkins, un des premiers colons de la région. Le siège du comté est Sulphur Springs. Selon le  recensement de 2020, sa population est de 36 787 habitants.
Le comté a une superficie de 1 131 km2, dont 1 092 km2 en surfaces terrestres. 